# Франсуа де Лаваль
Святий Франсуа́ де Лава́ль (фр. François de Laval або Монсеньо́р де Лава́ль (фр. Monseigneur de Laval; 30 квітня 1623, Монтіньї-сюр-Авр, Франція — 6 травня 1708, місто Квебек, Канада) — перший єпископ Квебеку (і Канади). У 1663 році він заснував Квебекську семінарію (фр. Séminaire de Québec), яка пізніше перетворилася на Університет Лаваль.

## Біографія
Лаваля вважають однією з найважливіших фігур Нової Франції.

## Вшанування пам'яті
- На його честь названий Університет Лаваль.

## Канонізація
Беатифікований 22 червня 1980 року папою Іваном Павлом ІІ. 2 квітня 2014 року Папа Римський Франциск причислив його до лику святих.